# Tercera División de Chile 1988
El Campeonato Oficial de Fútbol de la Tercera División de 1988 fue la 8° edición de la tercera categoría del fútbol de Chile, correspondiente a la temporada 1988. Se jugó desde abril de 1988 hasta diciembre de 1988.
Su organización estuvo a cargo de la Asociación Nacional de Fútbol Amateur de Chile (ANFA) y contó con la participación de 24 equipos, los cuales, disputaron el campeonato en dos grupos por zona y en una liguilla por el ascenso, bajo el sistema de todos contra todos.
El campeón fue Soinca Bata que ascendió a la Segunda División 1989.

## Movimientos divisionales
| Pos | a Segunda División de Chile 1988 |
| --- | -------------------------------- |
| 1º  | Colchagua (Campeón)              |

| Pos | a Tercera División de Chile 1988 |
| --- | -------------------------------- |
| 1º  | Municipal Las Condes             |
| 2º  | Deportes LAN Chile               |

| Pos      | desde Segunda División de Chile 1987 |
| -------- | ------------------------------------ |
| 12º (ZN) | Soinca Bata                          |
| 13º (ZN) | Iván Mayo                            |
| 13º (ZS) | Deportes Laja                        |
| 14º (ZN) | Quintero Unido                       |
| 14º (ZS) | Unión Santa Cruz                     |

| Pos      | a Cuarta División de Chile 1988 |
| -------- | ------------------------------- |
| 10° (ZS) | Ferroviarios                    |

| Pos      | a Asociación de Origen |
| -------- | ---------------------- |
| 10° (ZN) | Sportivo Cartagena     |

## Equipos participantes
| Equipo                 | Ciudad           |
| ---------------------- | ---------------- |
| Comercio Llay-Llay     | Llay Llay        |
| Concón National        | Concón           |
| Cultural Doñihue       | Doñihue          |
| Defensor Casablanca    | Casablanca       |
| Deportes Gasco         | Estación Central |
| Deportes Laja          | Laja             |
| Deportes LAN Chile     | Santiago         |
| Deportes Maipo         | Maipo            |
| Deportes Rengo         | Rengo            |
| Deportes Victoria      | Victoria         |
| Estudiantes de Quilpué | Quilpué          |
| Goodyear               | Maipú            |
| Iván Mayo              | Villa Alemana    |
| Juventud Chépica       | Chépica          |
| Juventud Ferro         | Chimbarongo      |
| Juventud O'Higgins     | Curacaví         |
| Juventud Puente Alto   | Puente Alto      |
| Lautaro de Buin        | Buin             |
| Municipal Las Condes   | Las Condes       |
| Municipal Talagante    | Talagante        |
| Quintero Unido         | Quintero         |
| Santiago Morning       | Recoleta         |
| Soinca Bata            | Melipilla        |
| Unión Santa Cruz       | Santa Cruz       |

## Primera fase
Los 24 equipos se dividieron en dos grupos, llamados zona norte y zona sur con 12 clubes cada uno, clasificando los cuatro primeros de cada grupo a la liguilla de ascenso, en cambio los cuatro últimos juegan la liguilla por el descenso.

### Grupo Norte
| Pos | Equipo                 | PJ | PG | PE | PP | GF | GC | Dif | Pts |
| --- | ---------------------- | -- | -- | -- | -- | -- | -- | --- | --- |
| 1   | Soinca Bata            | 22 | 12 | 7  | 3  | 42 | 22 | 20  | 31  |
| 2   | Comercio Llay-Llay     | 22 | 12 | 6  | 4  | 53 | 24 | 29  | 30  |
| 3   | Santiago Morning       | 22 | 11 | 8  | 3  | 40 | 28 | 12  | 30  |
| 4   | Iván Mayo              | 22 | 12 | 5  | 5  | 46 | 17 | 29  | 29  |
| 5   | Quintero Unido         | 22 | 12 | 5  | 5  | 33 | 21 | 12  | 29  |
| 6   | Concón National        | 22 | 9  | 6  | 7  | 34 | 36 | -2  | 21  |
| 7   | Deportes Good Year     | 22 | 6  | 7  | 9  | 24 | 29 | -5  | 19  |
| 8   | Defensor Casablanca    | 22 | 7  | 5  | 10 | 27 | 45 | -18 | 19  |
| 9   | Estudiantes de Quilpué | 22 | 6  | 6  | 10 | 24 | 39 | -15 | 18  |
| 10  | Deportes LAN Chile     | 22 | 5  | 3  | 14 | 28 | 34 | -6  | 13  |
| 11  | Juventud O'Higgins     | 22 | 3  | 7  | 12 | 24 | 45 | -21 | 13  |
| 12  | Deportes Gasco         | 22 | 3  | 3  | 16 | 25 | 60 | -35 | 9   |

### Grupo Sur
| Pos | Equipo               | PJ | PG | PE | PP | GF | GC | Dif | Pts |
| --- | -------------------- | -- | -- | -- | -- | -- | -- | --- | --- |
| 1   | Deportes Rengo       | 22 | 12 | 6  | 4  | 38 | 24 | 14  | 30  |
| 2   | Deportes Laja        | 22 | 12 | 5  | 5  | 34 | 14 | 20  | 29  |
| 3   | Unión Santa Cruz     | 22 | 12 | 5  | 4  | 29 | 17 | 12  | 29' |
| 4   | Juventud Ferro       | 22 | 11 | 6  | 5  | 49 | 23 | 26  | 28  |
| 5   | Municipal Talagante  | 22 | 10 | 8  | 4  | 43 | 31 | 12  | 28  |
| 6   | Deportes Victoria    | 22 | 8  | 7  | 7  | 22 | 16 | 6   | 23  |
| 7   | Municipal Las Condes | 22 | 9  | 5  | 8  | 29 | 25 | 4   | 23  |
| 8   | Juventud Chépica     | 22 | 7  | 8  | 7  | 31 | 26 | 5   | 22  |
| 9   | Deportes Maipo       | 22 | 5  | 7  | 10 | 21 | 32 | -11 | 17  |
| 10  | Cultural Doñihue     | 22 | 4  | 8  | 10 | 18 | 34 | -16 | 16  |
| 11  | Lautaro de Buin      | 22 | 3  | 3  | 16 | 19 | 53 | -34 | 9   |
| 12  | Juventud Puente Alto | 22 | 3  | 2  | 16 | 25 | 63 | -38 | 8   |

|  | Clasifican a Liguilla de Ascenso                    |
|  | Clasifican a Liguilla de Descenso a Cuarta División |

## Liguilla de ascenso
Los ocho equipos clasificados juegan con el sistema todos-contra-todos en partidos de ida y vuelta.
| Pos | Equipo              | PJ | PG | PE | PP | GF | GC | Dif | Pts |
| --- | ------------------- | -- | -- | -- | -- | -- | -- | --- | --- |
| 1   | Soinca Bata         | 14 | 8  | 3  | 3  | 19 | 10 | 9   | 19  |
| 2   | Deportes Laja       | 14 | 7  | 4  | 3  | 27 | 17 | 10  | 18  |
| 3   | Juventud Ferro      | 14 | 5  | 6  | 3  | 21 | 17 | 4   | 16  |
| 4   | Deportes Santa Cruz | 14 | 6  | 2  | 6  | 28 | 18 | 10  | 14  |
| 5   | Deportes Rengo      | 14 | 5  | 3  | 6  | 18 | 25 | -7  | 13  |
| 6   | Quintero Unido      | 14 | 3  | 5  | 6  | 17 | 24 | -7  | 11  |
| 7   | Santiago Morning    | 14 | 3  | 5  | 6  | 18 | 26 | -8  | 11  |
| 8   | Comercio Llay-Llay  | 14 | 4  | 2  | 8  | 18 | 29 | -11 | 10  |

|  | Campeón. Asciende a Segunda División |

## Campeón
| Campeón Soinca Bata            |
| Asciende a la Segunda División |

## Liguilla de descenso
| Pos | Equipo                 | PJ | PG | PE | PP | GF | GC | Dif | Pts |
| --- | ---------------------- | -- | -- | -- | -- | -- | -- | --- | --- |
| 1   | Juventud Puente Alto   | 14 | 7  | 4  | 2  | 23 | 17 | 6   | 18  |
| 2   | Deportes LAN CHILE     | 14 | 7  | 3  | 3  | 35 | 18 | 17  | 17  |
| 3   | Deportes Maipo         | 14 | 5  | 6  | 2  | 24 | 20 | 4   | 16  |
| 4   | Cultural Doñihue       | 14 | 5  | 4  | 4  | 24 | 21 | 3   | 14  |
| 5   | Juventud O'Higgins     | 14 | 2  | 9  | 2  | 15 | 16 | -1  | 13  |
| 6   | Estudiantes de Quilpué | 14 | 3  | 5  | 5  | 23 | 20 | 3   | 11  |
| 7   | Lautaro de Buin        | 14 | 3  | 3  | 7  | 20 | 27 | -7  | 9   |
| 8   | Deportes Gasco         | 14 | 1  | 4  | 8  | 21 | 46 | -25 | 6   |

|  | Descienden a la Cuarta División. |